# D級裝甲艦
D級裝甲艦（德語：D-Klasse）是納粹德國海軍的一個裝甲艦（或為巡洋艦）艦級，原作為德国級裝甲艦的改進版本，預計建造2艘，但只有1艘真的開始動工，而在其鋪設龍骨後僅不到5個月的時間，建造計畫即被取消，被沙恩霍斯特级战列巡洋舰所取代。

## 設計
該艦以德国級裝甲艦的後繼艦設計，整體長230公尺，水線225公尺，吃水25.5公尺，幅寬25.5公尺，吃水8.5公尺。該艦使用渦輪發動機，能提供125,000軸馬力和29節的最高航速。

### 火砲與裝甲
D級裝甲艦將配有與德国級相同的裝備，有2座三連裝280毫米/52 C/28速射砲，該砲實際口徑為283毫米，並能發射穿甲彈和高爆彈，砲彈都重達300公斤。該砲採用雙推進裝藥，包括36公斤的前部炸藥和在黃銅彈殼裡的71公斤主彈藥。發砲初速為910公尺/秒，最大仰角為40度，射程有36,475公尺，射速為每分鐘2.5發。然而，預計裝設8門火砲的D級裝甲艦，當時卻僅有一門四連裝砲塔得以採用。在配有共900發彈藥的艦體裡，每砲能發射150枚砲彈。還設計了8門150毫米SK L/55速射砲、8門105毫米的SK L/65防空砲和其他防空武器。另外也配有533毫米的魚雷發射管。
D級採用克虜伯的加工鋼作為它的裝甲，上部甲板有35毫米厚，前甲板主裝甲帶有70毫米、艦身中部有80毫米和船尾的70毫米裝甲。指揮塔側面裝甲則厚達300毫米、主裝甲帶220毫米和避難區裝甲有50毫米。

## 建造
預計建造艦隻在設計時合約命名為D艦和E艦，並臨時命名為阿爾薩斯代艦（Ersatz Elsaß）和黑森代艦（Ersatz Hessen），以取代老舊的前無畏艦—阿爾薩斯號戰艦和黑森號戰艦。當首艦—D艦建造合約已於1934年1月25日與威廉港的威廉造船廠簽訂後簽訂後，該建的龍骨於2月14日鋪設，但建造工程突然於7月5日暫停，因為設計人員決定改進其主砲。因此，E艦遲遲沒有開工。最後其建造工程被擁有更強火力的沙恩霍斯特级所取代。

## 資料來源
1. 1 2 3 4 5 6  Gröner，第63頁。
2. ↑  DiGiulian, Tony. . Navweaps.com. 28 December 2008  [1 April 2009]. （原始内容存档于2009-03-23）.